# Mausoleu de Mao Zedong
El Mausoleu de Mao Zedong és la tomba monumental de Mao Zedong, president del Buró Polític del Partit Comunista de la Xina des de 1943 i president del Partit Comunista Xinès des de 1945 fins a la seva mort el 1976.
Encara que Mao preferia ser incinerat, els seus desitjos van ser ignorats i el seu cos va ser embalsamat. La construcció d'un edifici com a mausoleu va començar poc després de la seva mort. Aquest lloc d'interès es troba al bell mig de la plaça de Tian'anmen de Pequín, a l'anterior lloc de la Porta de la Xina, la porta sud i principal de la Ciutat Imperial durant les dinasties Ming i Qing.
El cos embalsamat del president Mao es conserva a la sala central en una caixa de vidre amb una il·luminació tènue i està custodiat per una guàrdia d'honor militar. La sala commemorativa està oberta al públic tots els dies excepte els dilluns.

## Història
El mausoleu es va construir poc després de la mort de Mao el 9 de setembre de 1976. La cerimònia inaugural va tenir lloc el 24 de novembre de 1976 i el mausoleu es va completar el 24 de maig de 1977. El president Hua Guofeng en va supervisar el projecte.

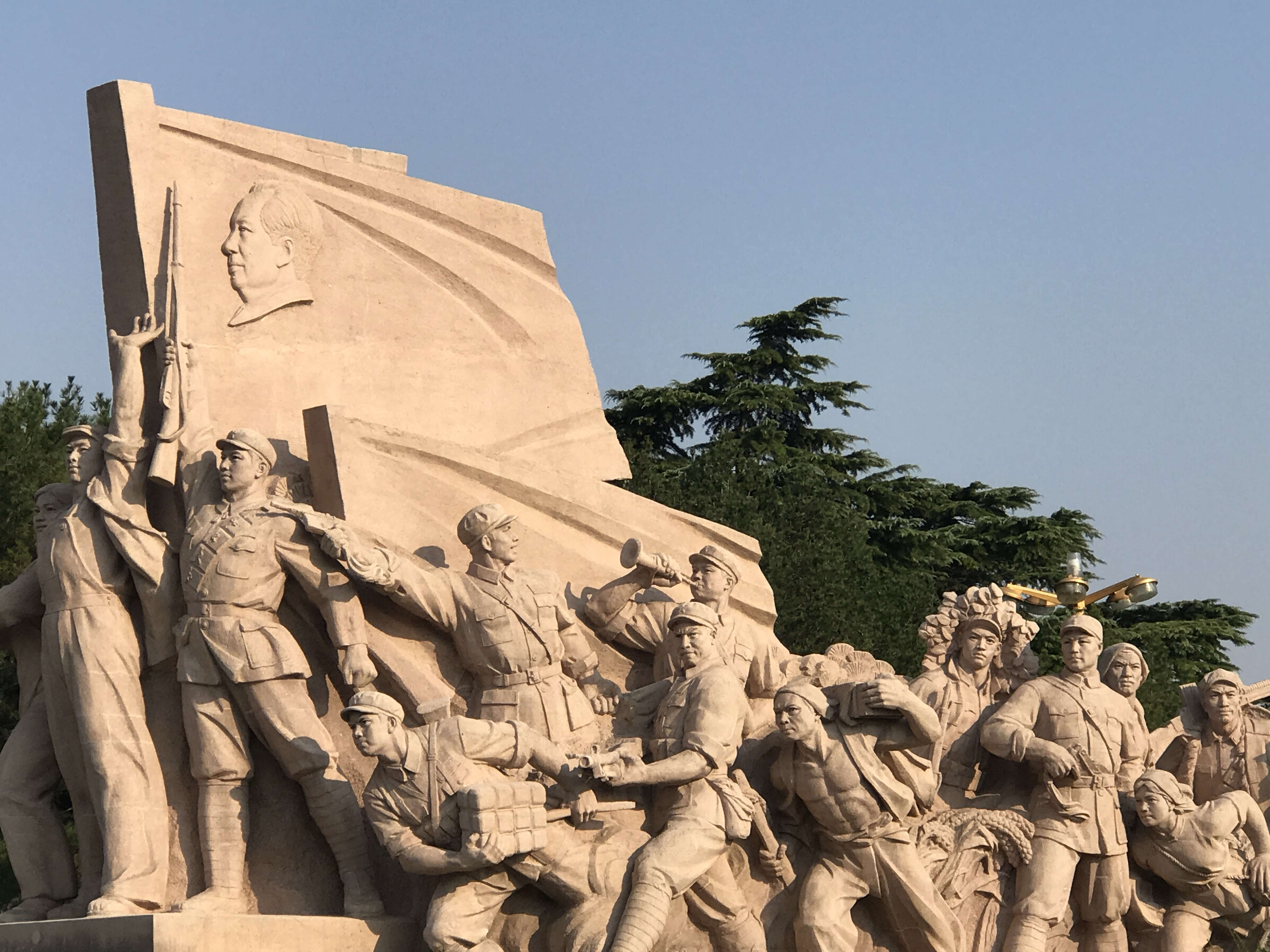
Un dels quatre grups escultòrics situats prop de l'entrada

Gent de tota la Xina va participar en el disseny i la construcció del mausoleu, amb 700.000 persones de diferents províncies, regions autònomes i nacionalitats fent treball voluntari. Per a l'edifici es van utilitzar materials de tot el territori xinès: granit de la província de Sichuan, porcellana de la província de Guangdong, pi de la província de Shaanxi, terra del terratrèmol de Tangshan, còdols de colors de Nanquín, quars lletós de les muntanyes Kunlun, troncs de pi de la província de Jiangxi i mostres de roca de l'Everest. L'aigua i la sorra de l'estret de Taiwan també es van utilitzar per a emfatitzar simbòlicament les reivindicacions de la República Popular de la Xina sobre Taiwan. El mausoleu va ser tancat temporalment per reformes durant nou mesos el 1997 abans de reobrir-se el 6 de gener de 1998. Dins del mausoleu hi ha una estàtua de Mao i quatre grups escultòrics instal·lats fora.
Caps d'estat estrangers, com el líder cubà Fidel Castro i el president veneçolà, Nicolas Maduro, van visitar el mausoleu durant els seus viatges oficials a la Xina. El 29 de setembre de 2019, Xi Jinping juntament amb altres membres del Partit Comunista Xinès van visitar el Mausoleu de Mao Zedong.